# Акт о капитуляции Японии
Капитуляция Японской империи (яп. 日本の降伏, Нихон-но ко: фуку) — юридический документ, ознаменовавший собой завершение Второй мировой войны, в частности войны на Тихом океане и советско-японской войны.
26 июля 1945 года союзники по антияпонской коалиции: Китай, США и Великобритания выдвинули условия капитуляции Японии в документе под названием «Потсдамская декларация». В случае отказа союзные державы угрожали Японии «быстрым и полным уничтожением».
28 июля 1945 года Япония официально отказалась от условий ультиматума. Президент США Гарри Трумэн считал, что теперь имеет моральное право применить ядерное оружие. Он обосновывал своё решение тем, что в результате будет ускорено окончание войны и это спасёт жизнь сотням тысяч американцев и японцев.
6 августа 1945 года США взорвали атомную бомбу над Хиросимой.
Вечером 8 августа 1945 года СССР, выполняя решения Ялтинской конференции союзных держав 1945 года, объявил войну Японии и 9 августа начал боевые действия.
9 августа 1945 года США взорвали атомную бомбу над Нагасаки.
10 августа 1945 Япония официально заявила о готовности принять Потсдамские условия капитуляции с оговоркой относительно сохранения структуры императорской власти в стране. 11 августа США отвергли японскую поправку, настаивая на формуле Потсдамской конференции; в итоге 14 августа Япония официально приняла (с оговоркой о личной неприкосновенности Императора) условия капитуляции и сообщила об этом союзникам. Однако боевые действия и сопротивление японских войск продолжались вплоть до подписания акта о капитуляции. В Маньчжурии японцы начали массовую сдачу советским войскам после получения приказа о капитуляции, с 16 августа. Фактическая оккупация Японии американцами началась 28 августа.
Формальная капитуляция подписана 2 сентября 1945 года в 9:02 по токийскому времени на борту американского линкора «Миссури» в Токийском заливе.

## Лица, подписавшие акт
- Япония — министр иностранных дел Сигэмицу Мамору
- Япония — начальник генерального штаба Умэдзу Ёсидзиро
- — Верховный главнокомандующий союзными армиями, генерал армии Дуглас Макартур
- США — адмирал флота Честер Нимиц
- Китайская Республика — генерал первого класса Сюй Юнчан
- Великобритания — адмирал Брюс Фрэзер
- СССР — генерал-лейтенант Кузьма Николаевич Деревянко
- Австралия — генерал Томас Блэми
- Канада — полковник Лоренс Косгрейв
- Сражающаяся Франция — армейский генерал Жан Филипп Леклерк
- Нидерланды — лейтенант-адмирал Конрад Хелфрих
- Новая Зеландия — вице-маршал авиации Леонард Изитт

|  | Союзники. Генерал Макартур читает речь. Сзади, слева направо — Фрэзер, Деревянко, Блэми, Косгрэйв, Леклерк, Хелфрих, Изитт. |
|  | Представители Японской империи. Впереди — Сигэмицу и Умэдзу. Во втором ряду, слева направо — генерал-майор Нагай Яцудзи, начальник исследовательского отдела МИД Окадзаки Кацуо, контр-адмирал Томиока Тадатоси, секретарь МИД Касэ Тосикадзу, генерал-лейтенант Миякадзи Суити. В третьем ряду, слева направо, стоят контр-адмирал Ёкояма Итиро, сотрудник МИД Ота Сабуро, контр-адмирал Сиба Кацуо и полковник Сугита Итидзи. |